# توماس مايكلسين
توماس مايكلسين (بالإنجليزية: Thomas Michaelsen)‏ هو لاعب اللاكروس أمريكي، ولد في 14 سبتمبر 1985 في بيثباج في الولايات المتحدة.